# Armada eremophila
Armada eremophila är en fjärilsart som beskrevs av Sensu Warren. Armada eremophila ingår i släktet Armada och familjen nattflyn. Inga underarter finns listade i Catalogue of Life.